# Micromyrtus chrysodema
Micromyrtus chrysodema är en myrtenväxtart som beskrevs av Barbara Lynette Rye. Micromyrtus chrysodema ingår i släktet Micromyrtus och familjen myrtenväxter. Inga underarter finns listade i Catalogue of Life.